# بادي ليبانون
بادي ليبانون (بالإنجليزية: Baddie Lebanon)‏ (مواليد 10 أكتوبر 1910) هو ملاكم جنوب أفريقي، مثّل بلاده في الألعاب الأولمبية الصيفية 1928.

## روابط خارجية
بادي ليبانون على موقع أوليمبيديا (الإنجليزية)